# Peșteana-Vulcan, Gorj
Peșteana-Vulcan este un sat în comuna Ciuperceni din județul Gorj, Oltenia, România.

## Personalități
- Cornel Pacoste (1930 - 1999), demnitar comunist

 Acest articol despre o localitate din județul Gorj este deocamdată un ciot. Puteți ajuta Wikipedia prin completarea lui.